# Dyskobolia Grodzisk Wielkopolski
Dyskobolia Grodzisk Wielkopolski je bivši poljski nogometni klub iz mjesta Grodzisk Wielkopolski.

## Uspjesi
- Poljski nogometni kup
  - Pobjednik: 2005., 2007.

## Poznati igrači
- Ivica Križanac
- Mariusz Lewandowski

## Vanjske poveznice
- Službena stranica